# Eagle (Idaho)
Eagle – miasto w Stanach Zjednoczonych, w stanie Idaho, w hrabstwie Ada.